# Walter Houser Brattain
Walter Houser Brattain (Xiamen, Xina 1902 - Seattle, EUA 1987) fou un físic nord-americà de Bell Labs Juntament amb els seus companys científics John Bardeen i William Shockley, van inventar el transistor de contacte puntual al desembre del 1947. Van compartir el Premi Nobel de Física de 1956 pel seu invent. Brattain va dedicar gran part de la seva vida a investigar sobre els estats superficials.

## Biografia
Va néixer el 10 de febrer de 1902 a la ciutat de Xiamen, situada a la província xinesa de Fujian. Va estudiar al Whitman College de Walla Walla, ciutat situada a l'estat nord-americà de Washington, i es llicencià en física i matemàtiques l'any 1924. Morí el 13 d'octubre de 1987 a la ciutat nord-americana de Seattle.

## Recerca científica
Després de treballar com a físic en la divisió de ràdio de l'Institut Nacional de Models i Tecnologia, el 1929 es va incorporar als Laboratoris Bell. El seu principal camp d'investigació va ser l'estudi de les propietats de les superfícies dels sòlids, i en particular el de l'estructura atòmica d'un material a nivell superficial, la qual difereix de la de l'interior. Juntament amb els físics nord-americans William Shockley, director del projecte, i John Bardeen van inventar un petit dispositiu electrònic anomenat transistor. Es va anunciar per primera vegada el 1948 i es va acabar el 4 de juliol de 1951. S'ha emprat comercialment en ràdios portàtils, audiòfons i altres aparells.
L'any 1956 fou guardonat amb el Premi Nobel de Física, juntament amb Shocley i Bardeen, per la seva recerca en semiconductors i pel descobriment de l'efecte transistor.